# Gary Pettis
Gary George Pettis (né le 3 avril 1958 à Oakland, Californie, États-Unis) est un joueur de baseball ayant évolué dans les Ligues majeures de 1982 à 1992, notamment avec les Angels de la Californie. Ce voltigeur de centre reconnu pour ses qualités défensives a remporté cinq fois le Gant doré.
Il est en 2015 l'instructeur au troisième but des Astros de Houston.
 

## Carrière de joueur
Gary Pettis est un choix de sixième ronde des Angels de la Californie en janvier 1979. Il fait ses débuts dans le baseball majeur avec les Angels le 13 septembre 1982 et devient joueur régulier de l'équipe au poste de voltigeur de centre en 1984. Pettis évolue pour ce club jusqu'en 1987. Après avoir été échangé par les Angels contre le lanceur Dan Petry le 5 décembre 1987, il s'aligne pour les Tigers de Détroit en 1988 et 1989 et les Rangers du Texas en 1990 et 1991. Il termine sa carrière en 1992, partageant cette dernière saison entre les Padres de San Diego et les Tigers. 
Tout au long de sa carrière, Pettis se distingue peu en offensive. Il termine d'ailleurs sa carrière avec une moyenne au bâton de ,236. Elle ne dépasse jamais ,258 en une saison, son record personnel étant établi avec les Angels en 1986. Cette année-là, il apparaît pour la seule fois en séries éliminatoires et s'affirme en attaque avec neuf coups sûrs, dont un coup de circuit, quatre points produits et une moyenne au bâton de ,346 dans les sept matchs de la Série de championnat perdue par les Angels devant les Red Sox de Boston.
En revanche, Pettis fait sa marque comme excellent joueur défensif. Il mérite 5 fois un Gant doré au champ extérieur, en 1985 et 1986 pour les Angels, en 1988 et 1989 pour Détroit, puis en 1990 avec Texas.
Il termine son parcours en Ligue majeure le 10 septembre 1992 avec 855 coups sûrs, 109 doubles, 49 triples, 354 buts volés, 21 circuits, 259 points produits et 568 points marqués.

## Carrière d'entraîneur
Gary Pettis devient instructeur en ligues mineures avec un club-école des Angels de la Californie en 1995. Il passe 4 saisons comme instructeur des mineures dans l'organisation des White Sox de Chicago, de 1997 à 2000.
En Ligue majeure, il est instructeur pour les White Sox en 2001 et 2002 et pour les Mets de New York en 2003 et 2004.
En 2005 et 2006, Pettis est l'instructeur des frappeurs des Sounds de Nashville, le club-école AAA des Brewers de Milwaukee dans la Ligue de la côte du Pacifique.
En 2007, il est nommé instructeur au premier but des Rangers du Texas. Il est aussi responsable d'enseigner aux joueurs la course autour des buts. En 2009, les Rangers réussissent 149 buts volés, leur plus haut total depuis 1978. Il est membre des équipes texanes qui atteignent les Séries mondiales de 2010 et 2011. Il est, avec d'autres instructeurs des Rangers et le manager Ron Washington, aux matchs des étoiles de 2011 et 2012. Pettis est six ans instructeur au premier but des Rangers et deux saisons (2013 et 2014) instructeur au troisième but.
En octobre 2014, il rejoint le personnel des Astros de Houston et est instructeur au troisième but de ce club à partir de la saison 2015.

## Vie personnelle
Gary Pettis est l'oncle de Austin Pettis, un joueur de football américain ayant amorcé en 2011 sa carrière dans la NFL avec les Rams de Saint-Louis.